# Le Mount Stephen
Ne doit pas être confondu avec Maison George-Stephen ou Club Mount Stephen.
Le Mount Stephen est un hôtel de luxe situé en partie dans l’ancienne maison George-Stephen dans le quartier du Mille carré doré de l’arrondissement Ville-Marie de la ville de Montréal (Québec), au Canada.
À son ouverture, l’hôtel compte 69 chambres, 16 suites, 4 lofts et 1 suite d'environ 465 m2 ainsi que des boutiques, un restaurant et un stationnement intérieur de 96 places. L’ouverture de cet hôtel, à l'origine prévue pour juin 2015, a lieu le 1er mai 2017. L'hôtel est membre du consortium The Leading Hotels of the World.

## Localisation
L’hôtel Le Mount Stephen est situé au 1430-1440 de la rue Drummond dans le quartier du Mille carré doré de l’arrondissement Ville-Marie de la Ville de Montréal. Il est localisé à environ 2,7 km du Vieux-Montréal. Le site est desservi par la station de métro Peel de la ligne verte et par la ligne d’autobus no 15 Sainte-Catherine.

## Historique
| Années    | Étapes de construction | Architectes | Entrepreneurs |
| --------- | --- | --- | --- |
| 2012-2017 | Construction d’un hôtel contemporain à l’arrière comprenant 80 chambres, des boutiques et un stationnement intérieur souterrain comptant près de 96 places | Lemay / Leclerc Architectes (Équipe d’architectes : Michel Lauzon, Gino Mauri, Didier Heckel, Sandra Neill, Jean-François St-Onge, Bryan Marchand, Jean-François Fortin-Gadoury, Virginie Pontbriand, Damien Leman, Geneviève Telmosse, François Desmarais) | Construction Tidan (Entrepreneur), Nicolet, Chartrand, Knoll Ltd. (Structure), Pageau Morel et associés inc. (Mécanique/Électrique), Technorm (Sécurité du bâtiment et normes), Lemay (Design intérieur) |

En 2012, un projet d’hôtel de luxe, l’hôtel Mount Stephen, prend forme pour occuper en partie l’ancienne maison George-Stephen, conçu par William Tutin Thomas. Ce projet nécessite la construction d’une annexe contemporaine à l’arrière au coût de 25 millions de dollars. Conçue par la firme Lemay / Leclerc Architectes, cette nouvelle annexe de onze étages prévoyait contenir dans les plans d'origine près de 80 chambres, de salles de réception et de réunion, d’un spa, d’un jacuzzi, d’un sauna, d’une salle de massage et d’entrainement, d’un restaurant, de boutiques et d’un stationnement intérieur souterrain comptant près de 90 places. Cette firme d’architectes reçoit la même année un prix d’excellence décerné par le Canadian Architect Awards of Excellence pour la conception de l’édifice de l'hôtel Mount Stephen.
La construction de cet hôtel débute en 2012 par la destruction des annexes ouest et nord et se poursuit jusqu'en avril 2017. Son ouverture, à l'origine prévue pour juin 2015, a lieu le 1er mai 2017,. À cette occasion, l'hôtel inaugure notamment le bar George, un restaurant-bar de deux cents convives du groupe torontois Oliver & Bonacini.
En août 2017, le bar George de l'hôtel reçoit Roger Federer qui participe à une entrevue du journaliste Peter de Jonge du The New York Times dans une « petite salle attenante au hall d'entrée » de la maison George-Stephen. D'ailleurs, en septembre 2017, le journal économique Les Affaires révèle que l'hôtel « a déjà accueilli ses premières vedettes internationales, y compris quelques richissimes princes du monde arabe. »
Le 27 mars 2018, Le Mount Stephen reçoit notamment le premier ministre Justin Trudeau lors d'une levée de fonds organisée par le parti Libéral du Canada.

## L'hôtel
L’hôtel Le Mount Stephen compte à son ouverture 69 chambres, 16 suites, 4 lofts et 1 suite d'environ 465 m2 ainsi que des boutiques, un restaurant (le Bar George) et un stationnement intérieur de 96 places,,. L'hôtel contient également deux salles de réception (la salle dite «Elizabeth» d'environ 465 m2 et une autre salle d'environ 167 m2), une salle de gym et un spa dit «Spa Prestige Mbiospa». Dès son ouverture, l'hôtel est membre du consortium The Leading Hotels of the World.

## Galerie

Construction de l’hôtel Le Mount Stephen
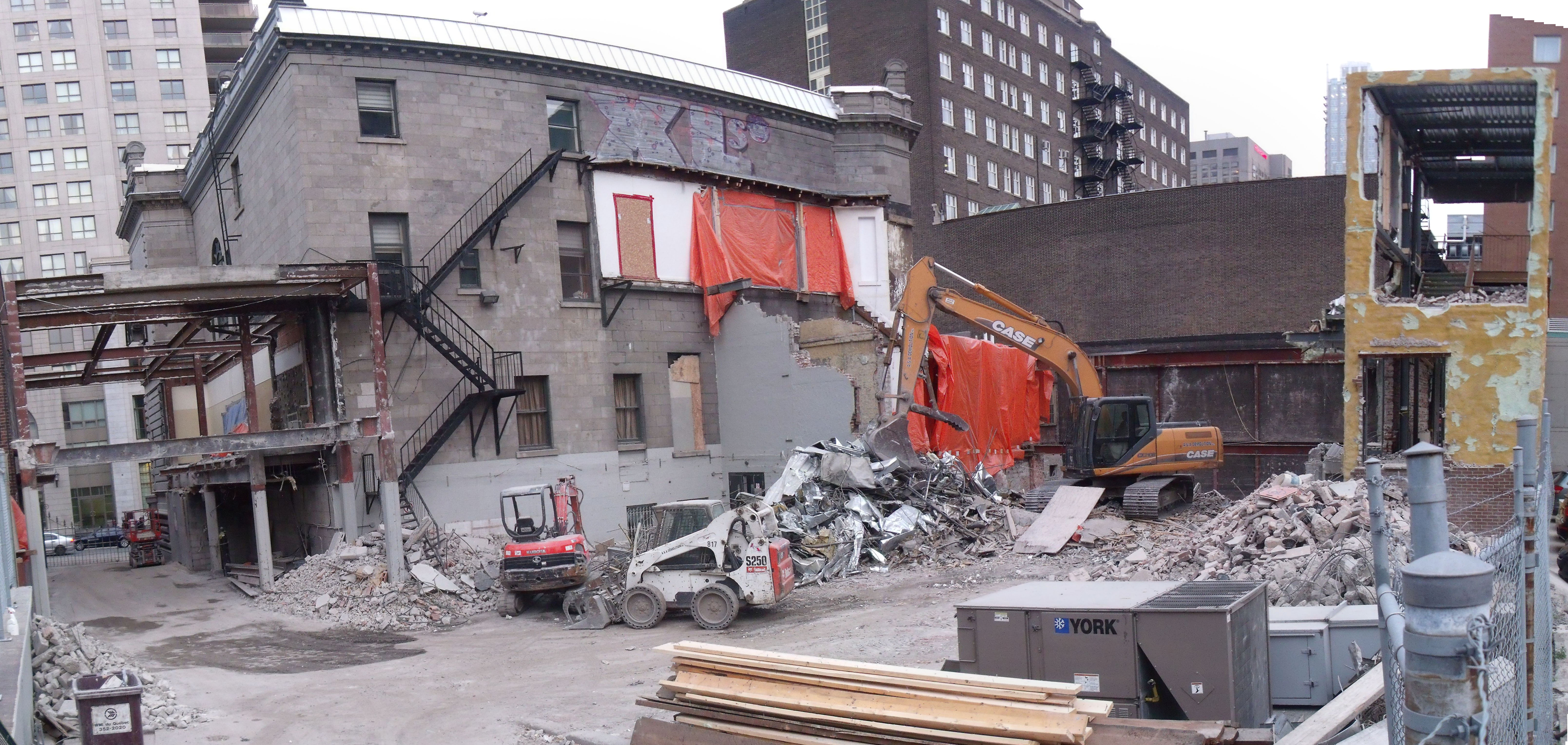
Destructions des annexes (Novembre 2012)
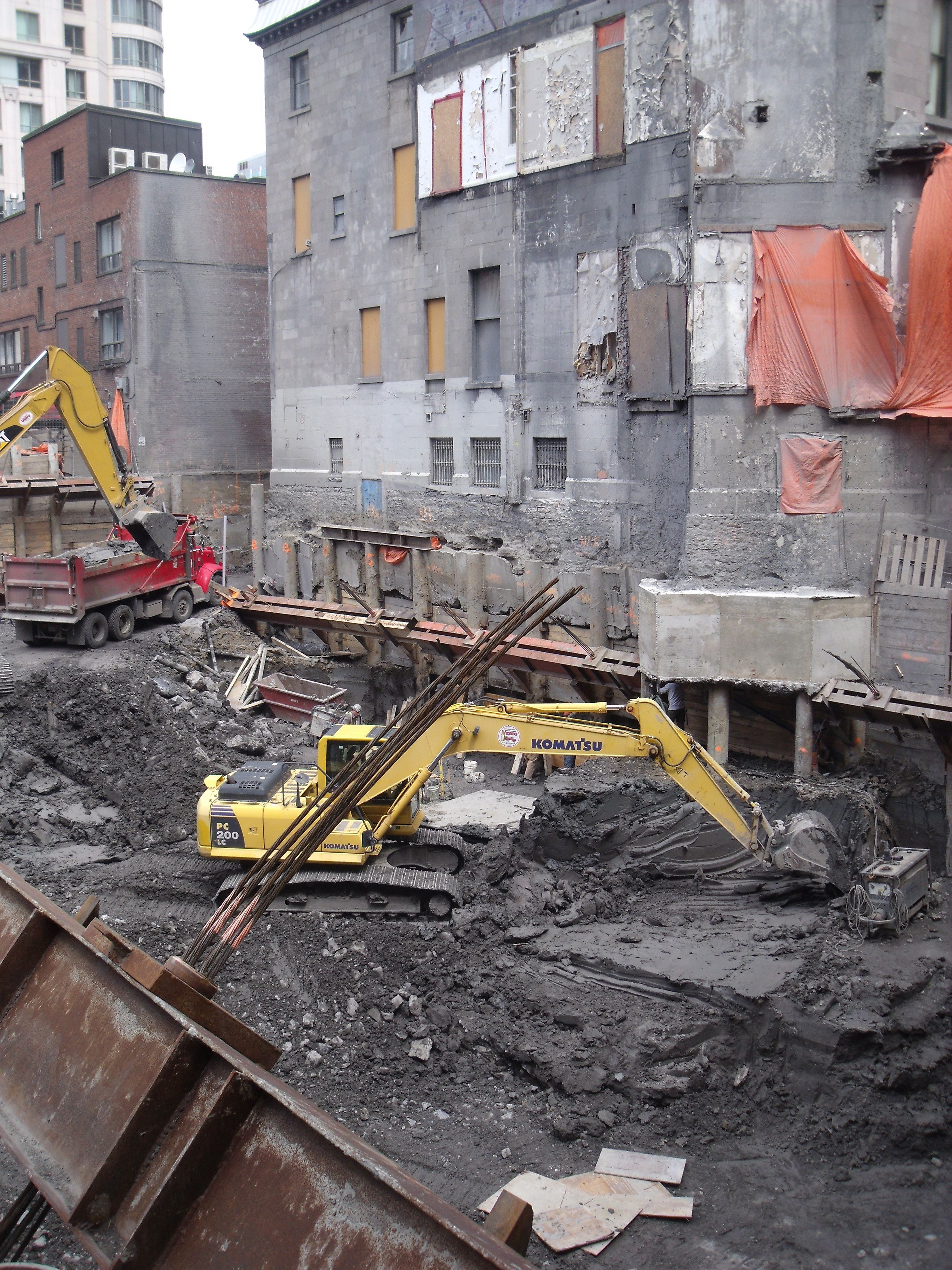
Travaux d’excavation (mai 2013)
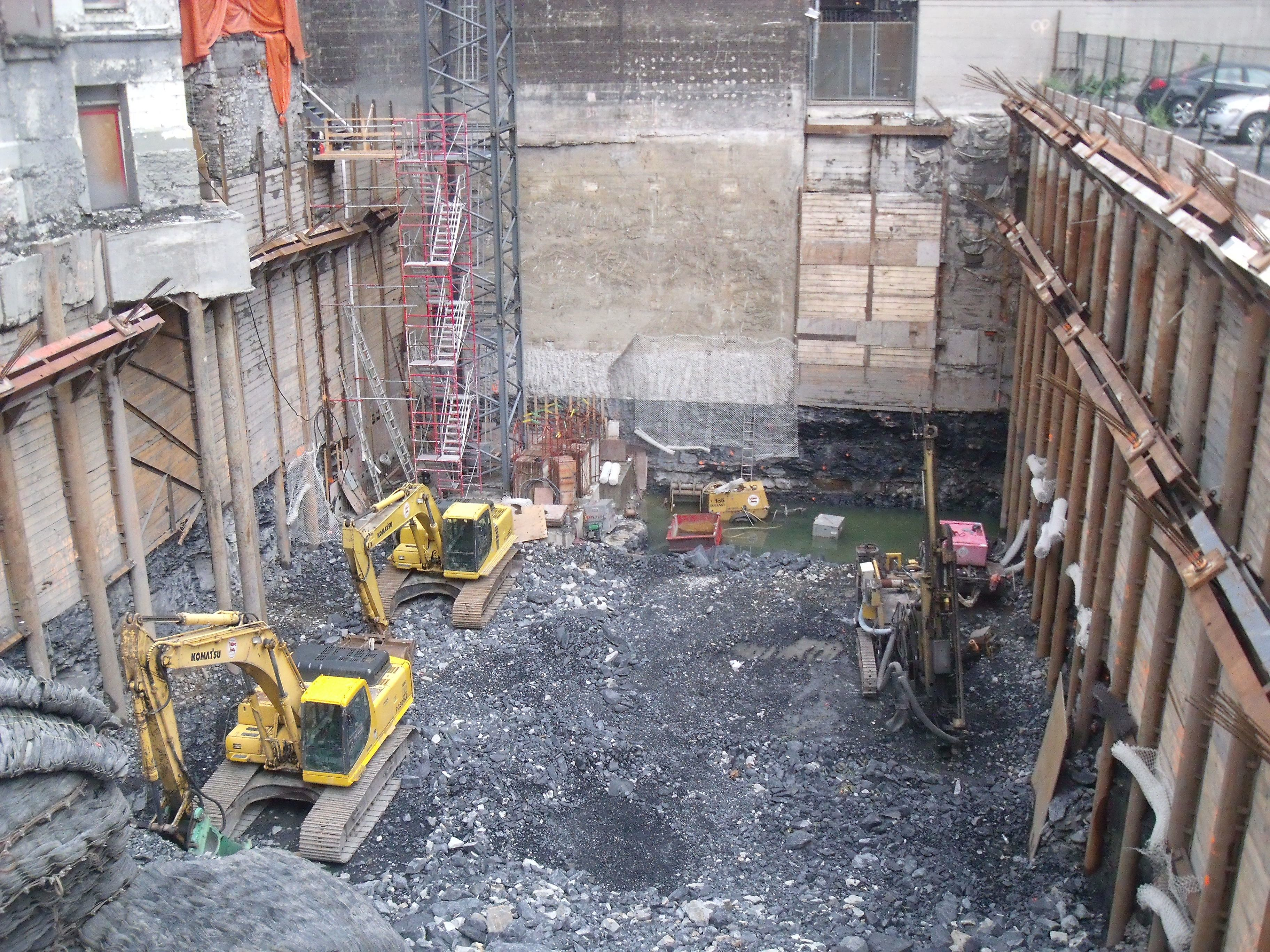
Travaux d’excavation (août 2013)
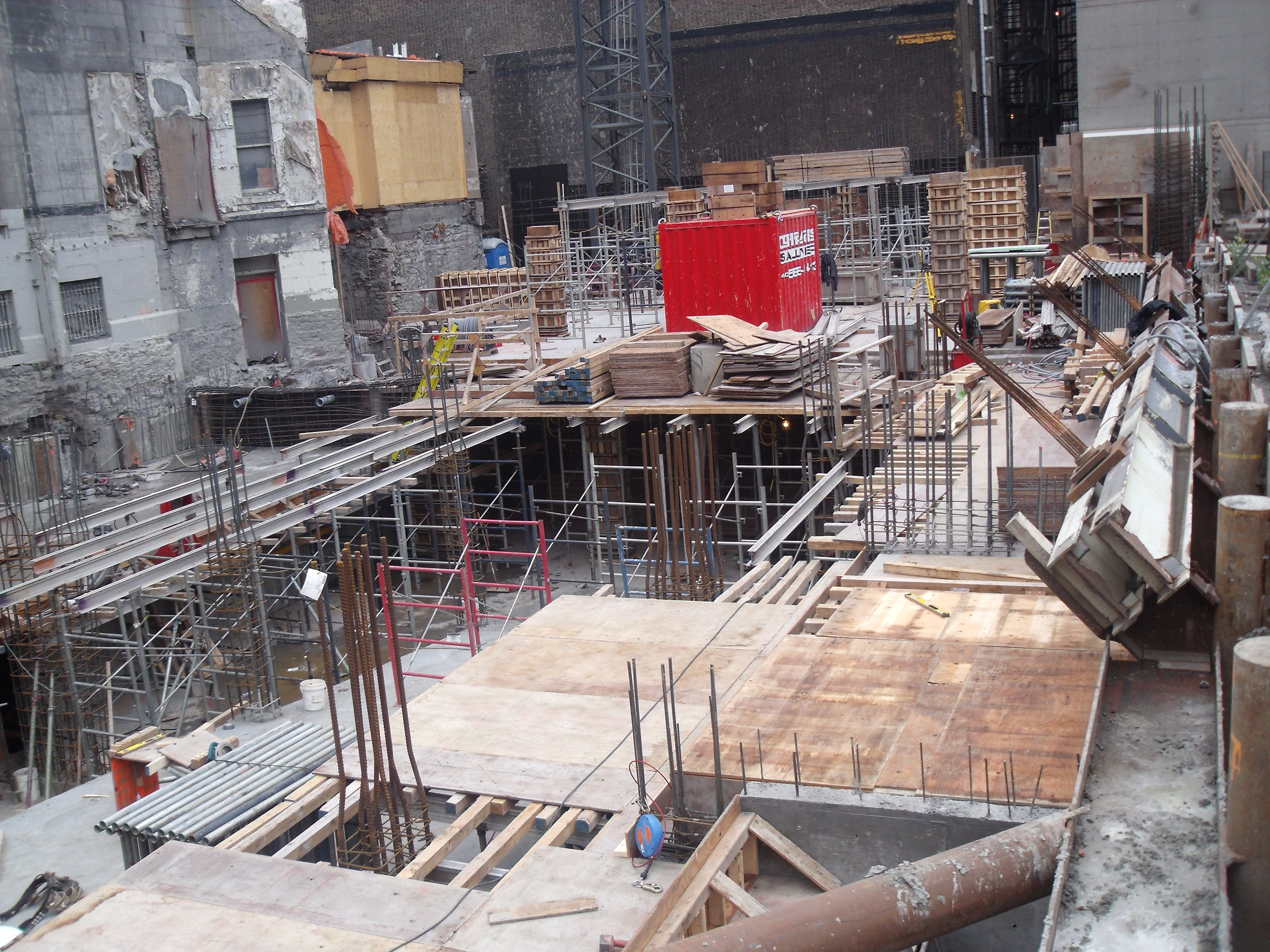
Construction du stationnement intérieur (octobre 2013)
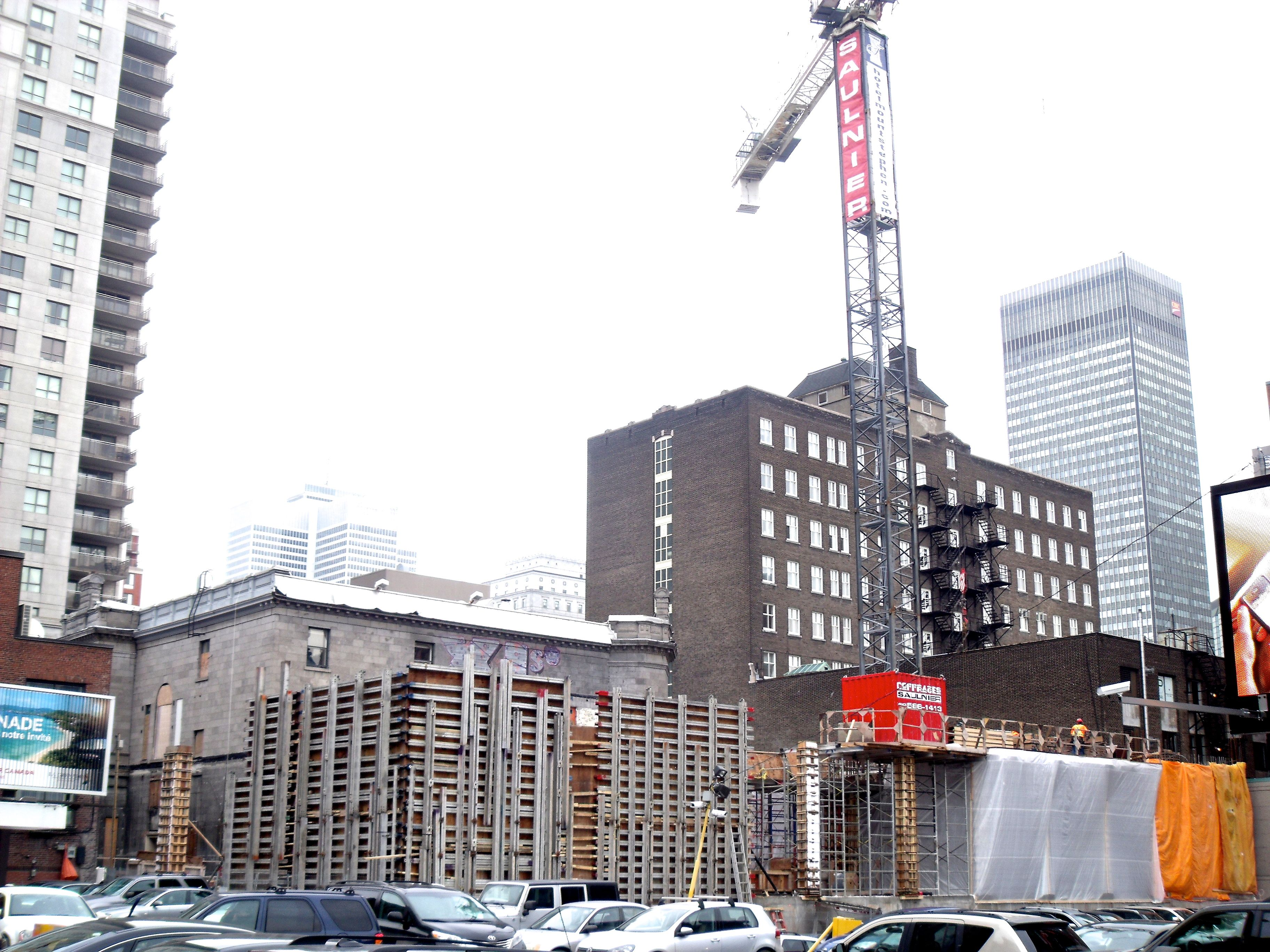
Construction de l'édifice (décembre 2013)
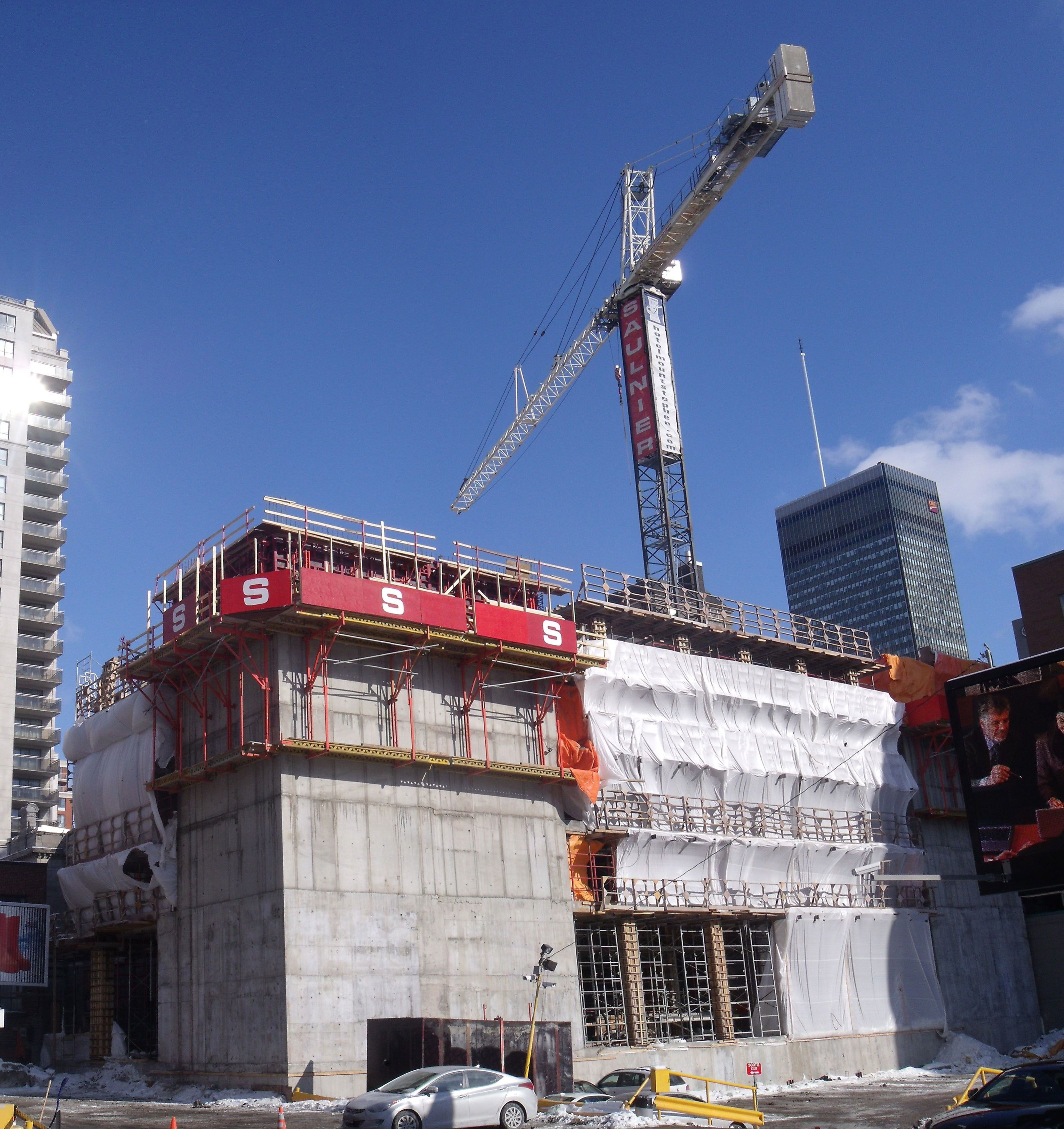
Construction de l'édifice (février 2014)
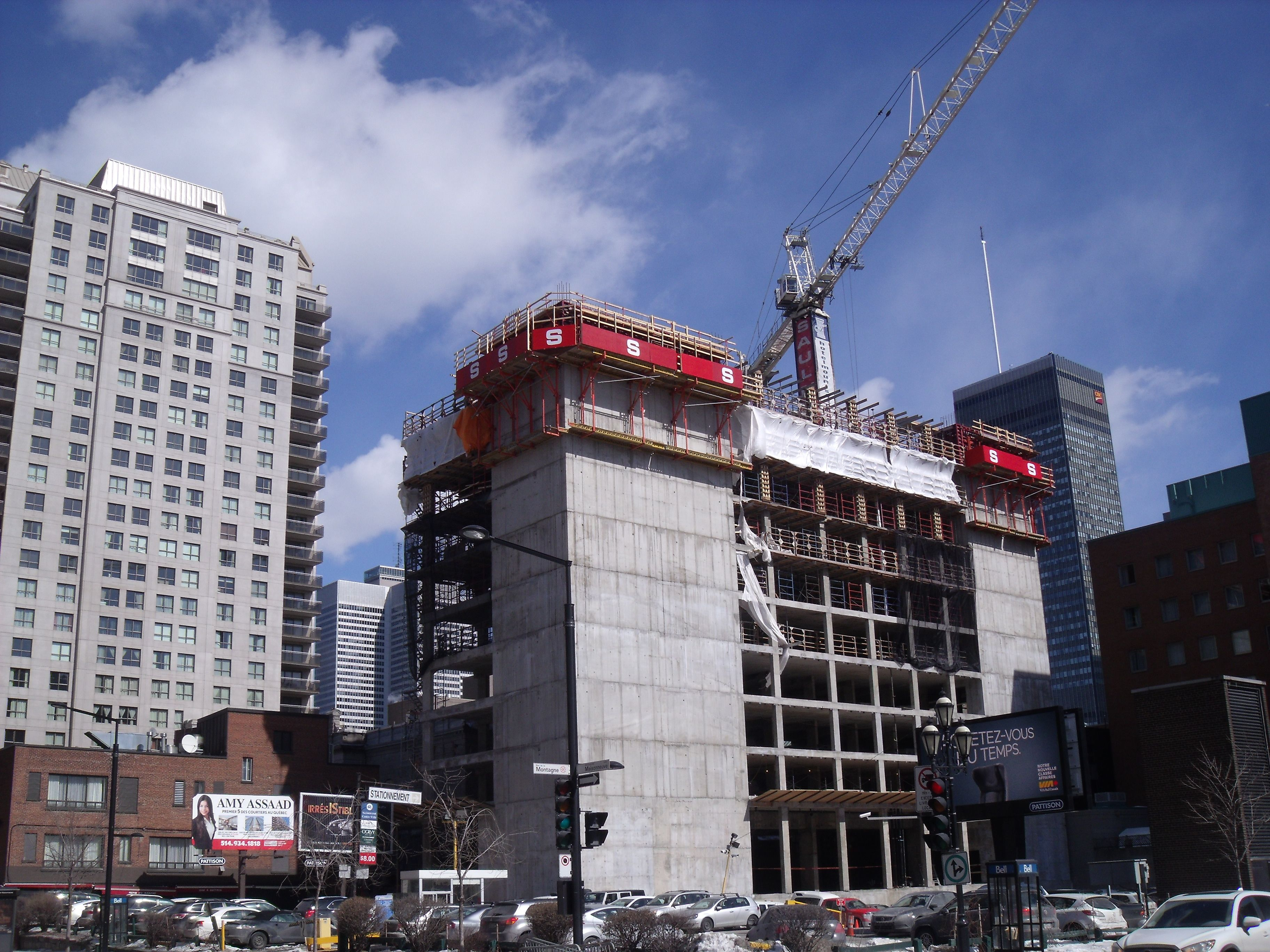
Construction de l'édifice (mars 2014)
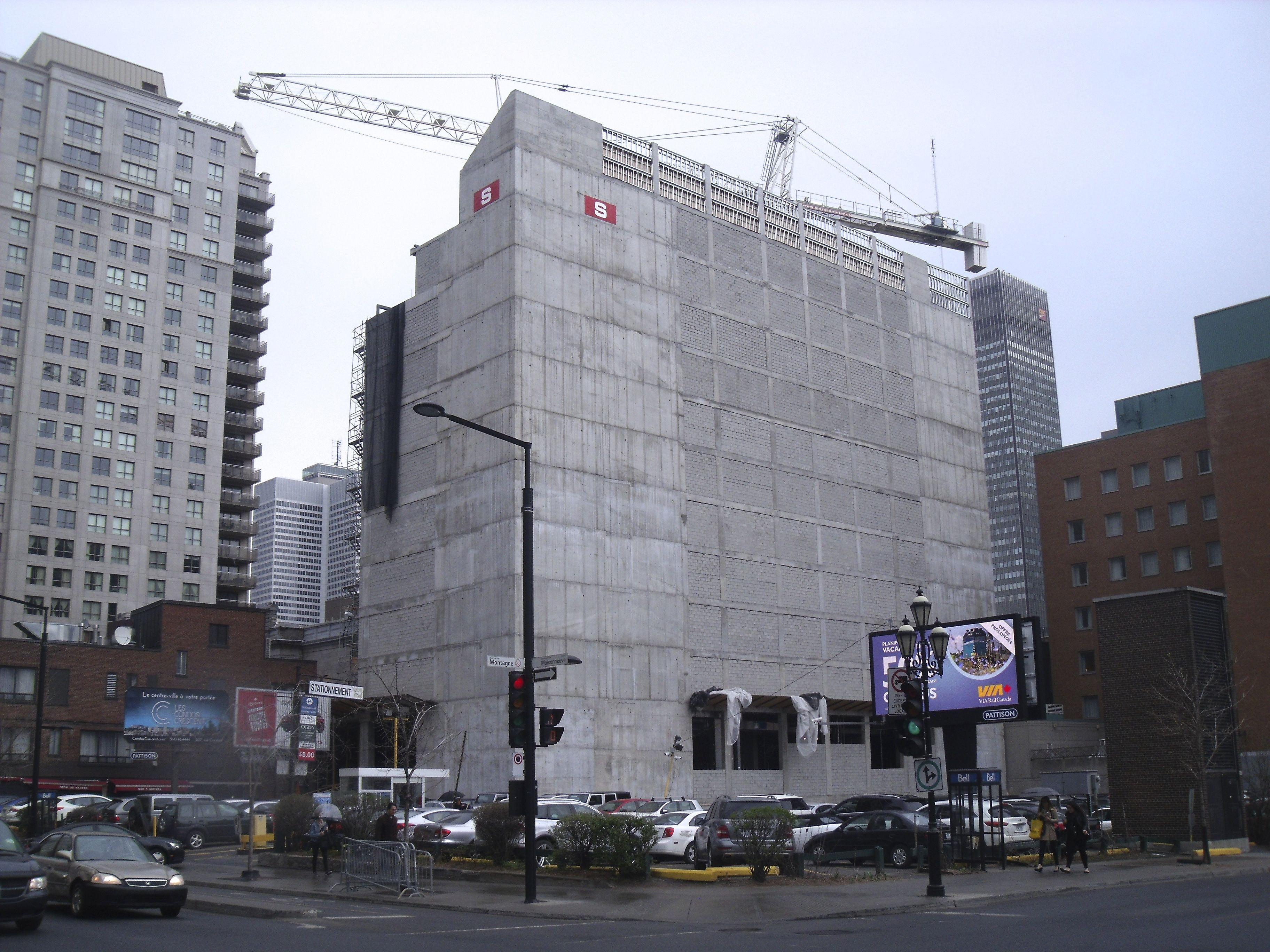
Construction de l'édifice (mai 2014)

## Sources
- Canadian Architect Awards of Excellence, « Mount Stephen Club. Lemay (LemayLab) », sur Canadian Architect (consulté le 3 août 2013)
- Groupe hôtelier et immobilier Tidan, « Hôtel Mount Stephen » (consulté le 23 mai 2013)
- Lemay / Leclerc Architectes, « Mount Stephen Club and Hotel Complex, Montreal, Quebec, Canada. », sur Lemay.qc.ca (consulté le 23 mai 2013)
- « Fin des travaux : Hôtel Mount Stephen », Montréal Info,‎ 23 mars 2017 (lire en ligne)
- (en) Tim Forster, « Bar George Preps For May Opening in New Mount Stephen Hotel : From Toronto’s Oliver & Bonacini group », Eater Montreal,‎ 18 avril 2017 (lire en ligne)
- Nathaëlle Morissette, « L'Hôtel Mount Stephen enfin prêt à accueillir des clients », La Presse,‎ 29 avril 2017 (lire en ligne)
- (en) « Opulent and historic Mount Stephen Club reopens as luxury hotel », CTV News,‎ 1er mai 2017 (lire en ligne)
- Andréanne Chevalier, « L’hôtel Mount Stephen ouvre ses portes », Métro Montréal,‎ 1er mai 2017 (lire en ligne)
- « Un riche héritage qui renaît sous un nouveau jour : Le Mount Stephen fait honneur à Montréal », Le Lézard,‎ 1er mai 2017 (lire en ligne)
- (en) Peter de Jonge, « How Roger Federer Upgraded His Game », New York Times,‎ 24 août 2017 (lire en ligne)
- Claudine Hébert, « Un paysage hôtelier montréalais revivifié », Les Affaires,‎ 9 septembre 2017 (lire en ligne)
- (en) Marco Vigliotti, « Politics This Morning: Joly, Trudeau to unveil action plan for official languages; Petitpas Taylor, Blair to appear before Senate committee; Sajjan visits United Nations », The Hill Times,‎ 27 mars 2018 (lire en ligne)